# NGC 5259/1
NGC 5259/1 је елиптична галаксија у сазвежђу Ловачки пси која се налази на NGC листи објеката дубоког неба.
Деклинација објекта је + 30° 59' 28" а ректасцензија 13h 39m 24,6s. Привидна величина (магнитуда) објекта NGC 5259 износи 14,2 а фотографска магнитуда 15,2. NGC 52591 је још познат и под ознакама MCG 5-32-52, CGCG 161-105, NPM1G +31.0291, double system, PGC 48292.